# Forêt galerie

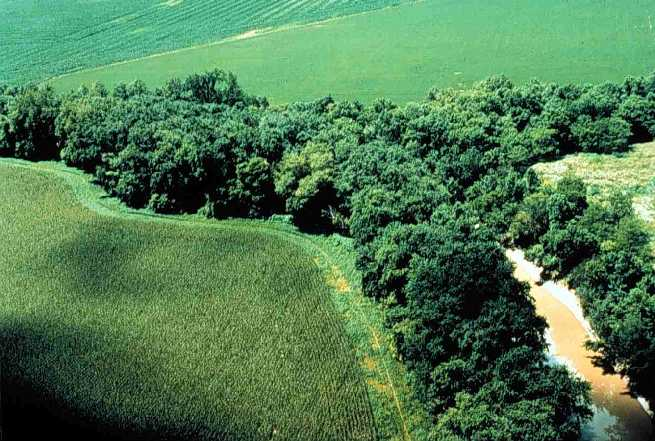
Les ripisylves de deux cours d'eau se rejoignent ici pour former une forêt galerie (comté de Putnam, Ohio, USA)..

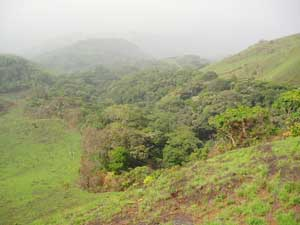
Forêt galerie de Guinée (Simandou).

On parle de forêt galerie lorsque la canopée est jointive au-dessus d'une rivière ou d'un petit fleuve, ou d'une zone humide (la présence de l'eau pouvant éventuellement être temporaire).

## Caractéristiques écologiques
Du point de vue de l'écologie du paysage, la forêt galerie constitue un type particulier de corridor biologique ; à la fois forestier et aquatique ou marécageux.

Elle contribue par sa canopée jointive à faciliter la traversée de cours d'eau à un certain nombre d'espèces, soit par la canopée (écureuils, petits mammifères, insectes), soit via les nombreux troncs d'arbres morts ou vivants qui font « pont » au-dessus de la rivière.
La forêt galerie entretient un microclimat plus tempéré au-dessus de la rivière.
Dans l'hémisphère nord, là où les castors sont présents, ces derniers entretiennent des discontinuités ouvertes dans ce type de forêt, très favorable à une augmentation de la biodiversité. Si leurs barrages sont très larges, ils peuvent aussi localement faire disparaître ce type de forêt en noyant les arbres du linéaire de l'ancienne berge.
En zone tropicale, l'ombre y est permanente, en climat tempéré ou froid, l'ombre n'y est dense qu'en été, et la grande quantité de feuilles mortes qui tombent dans l'eau confère des caractéristiques différentes aux habitats aquatiques sous-jacents.
Elles correspondent souvent à une zone du lit mineur ou majeur plus humide, où les arbres diffèrent (on y trouve les espèces plus vulnérables aux incendies de forêt et plus résistantes aux inondations.
Ce type de forêt a fortement régressé en Europe et dans toutes les zones très anthropisées du monde, souvent coupées pour leur bois, ou dégradées par le bétail.

On tente de la restaurer par exemple sur les bras morts ou des affluents du Rhin.

## Forêts galeries et feux
Des forêts galeries ont persisté en Amérique du Nord dans des zones dominées par la prairie le long de rivières et ruisseaux. En zones sèche à tempérée, la présence de l'eau n'est pas le seul facteur qui détermine les essences. Les incendies de prairies, même là où ils sont rares, ont eu une forte valeur de pression sélective contre la végétation ligneuse.
Une expérience a prouvé que les espèces d'arbres dominants de ces forêts sont bien ceux qui ont développé les meilleurs mécanismes de tolérance aux feux périodiques (écorce protégeant mieux le cambium vasculaire). Ainsi Quercus macrocarpa et Quercus muehlenbergii dominent alors que Celtis occidentalis est abondant mais sous-dominant, et Populus deltoides, Gleditsia triacanthos, et Juniperus virginiana sont plus rares. En soumettant l'écorce de 10 individus de chacune de ces six essences dans des conditions comparables à celles de feux de surface (400 °C pendant 120 s), en mesurant la température maximale du cambium vasculaire, l'épaisseur, la densité et l'humidité de l'écorce, on a montré que les arbres les plus résistants aux feux étaient ceux qui dominaient les forêts étudiées. Dans ce cas, l'épaisseur de l'écorce était le prédicteur le plus important de la température létale du cambium et 8,6 mm au moins sont nécessaires pour maintenir la température du cambium vasculaire sous les 60 °C, fatale pour l'arbre.
Les arbres qui produisent dès leur jeune âge une écorce épaisse (P. deltoides, Q. macrocarpa, et Q. muehlenbergii ) « surchauffent » moins que ceux qui ne développent pas cette écorce épaisse alors que leur diamètre augmente (ex. : C. occidentalis, G. triacanthos , et J. virginiana).

Ces différences expliquent l'importance relative des essences dans ces milieux, mais signifie aussi qu'avec l'augmentation ou la réduction du nombre d'incendies (par exemple dans les territoires plus fragmentés) peut modifier la composition et les strates de la forêt galerie, et répartition et les proportions des essences.

Dans les zones où les feux ont régressé, les essences plus sensibles au feu peuvent augmenter leur présence car la survie des jeunes aura augmenté, la forêt devenant alors à long terme plus vulnérable à un éventuel grand feu.